# ピック・アンド・ロール
ピック・アンド・ロール(Pick and Roll)とは、バスケットボールのオフェンス戦術のひとつ。ボールハンドリングしているプレーヤーをマークしているディフェンダーに対しスクリーンを仕掛け（ピック）、ディフェンダーのマークを遅らせ、ボールハンドリングしているプレーヤーの移動の自由度を増すと共に、スクリーナーが方向転換し、ディフェンダーの進路を塞ぎ、自らのフリースペースへ動き（ロール）、パスを受けるプレー。スクリーン・アンド・ロールと呼ぶこともある。チームプレーとしては、最も多用されるプレーの一つである。

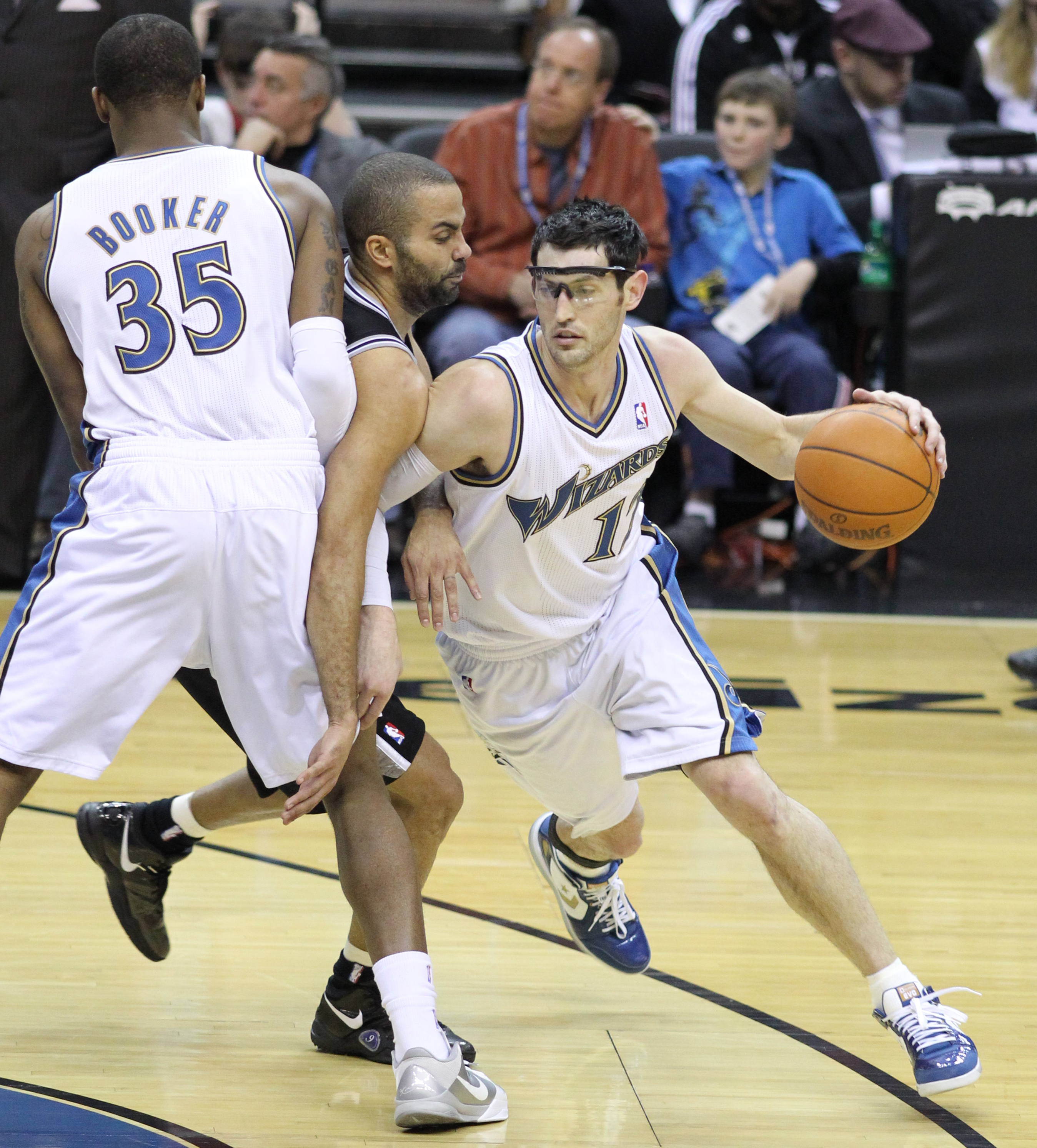
カーク・ハインリック(白#12)のためにトニー・パーカー(黒)にスクリーンをセットするトレバー・ブッカー(白#35)

## オフェンス側

### 実施手順
- ボールを保持し留まっているプレーヤーをマークしているディフェンダーに対しスクリーンプレーヤーが近づきスクリーンをかけ（ピック）、ディフェンダーのマークを遅らせ、ボールハンドリングしているプレーヤーの移動の自由度を増すと共に、スクリーナーが方向転換し、デフェンダーの進路を塞ぎ、自らのフリースペースへ動き（ロール）、パスを受ける。
- ポストアップしているプレーヤの方に、ボールハンドリングしているプレーヤーが、ドリブルで自身のディフェンダーを誘導しつつ近づき、スクリーンをかけ、スクリーン・プレーヤーがロールし空いたところでパスを受ける。

どちらの場合も、パスを受けたプレイヤーは、自由にドリブルや、もしくは残りの選手にパスして攻撃を展開させる事ができる。ペイントエリア（制限区域）付近では、そのままショットを放ち、ゴールにつなげる事ができる。したがって身長が高いほうがリーチなどの面で有利であることから大柄な選手が得意とし、主にセンターやパワーフォワードがピックアンドロールの役割を担う場合が多い。パスを出すプレーヤーは、ドリブル、ペネトレート、パスの能力が必要とされるためポイントガードが多い。またピックの際にディフェンダーのスイッチにより、センターをガードがマークしたり、ガードをセンターがマークしたりする体格、スピードによるミスマッチを起こすこともできるので、有効なプレーである。

### 注意点
- スクリーンプレーでは、ピックする相手と過度な接触が起きずにすり抜けられる距離を保ち、静止している必要があるので、過度な接近や、ロールを焦って体を動かすのが早すぎることのないように注意が必要である。
- ロールするプレーヤーにパスを出す際には、カバーディフェンスのプレーヤーの位置を把握し、パスカットをされないようにすることが必要である。

## ディフェンス対応

### 実施手順
- スクリーンプレーでは、相手と過度な接触が起きずにすり抜けられる距離を保ち、静止している必要があるので、ボールを保持し留まっているプレーヤーをマークしているディフェンダーは、スクリーンプレーヤーが近づいてきた際に、移動しやすい位置に体勢をかえ、ボールハンドリングしているプレーヤーの移動と同時に、スクリーナーをすり抜けつつ、マークを続ける。
- ピックに行ったプレーヤーにマッチアップしているディフェンダーは、ボールハンドリングしているプレーヤーの移動をできる限り制限できる位置へカバーディフェンスを行い、必要であればボールハンドリングしているプレーヤーのディフェンスとスイッチしてディフェンスを続ける。

### 注意点
- ピックをすり抜ける際にプッシングなどのファウルをしないよう注意が必要である。
- ボールハンドリングしているプレーヤーのディフェンスとスイッチすると、多くの場合ミスマッチが起こるので、ピックされたディフェンダーは、ロールするプレーヤーにパスが渡らないようディフェンスする必要がある。あるいは他のディフェンダーによるカバーディフェンスが必要となる。

## ピック・アンド・ポップ
ピック・アンド・ロールから派生したプレーにピック・アンド・ポップがある。スクリーン（ピック）の後、バスケットに向かってロールする代わりに、フリースペースへ移動しパスを受け、ジャンプショット（ポップ）するプレーである。

## NBA
NBAでピックアンドロールの名コンビといえば、1990年代のユタ・ジャズのジョン・ストックトンとカール・マローンや、近年では、サンアントニオ・スパーズのトニー・パーカーとティム・ダンカンである。チームの戦術に応じて、使用される割合は変化する。

## 車いすバスケットボール
車いすバスケットボールでは2次元方向の動きが重要となることから、ディフェンダーをスクリーンにかけると数的有利が生まれるなどメリットが大きく、基本となるプレイである。